# 49–51 Park Place

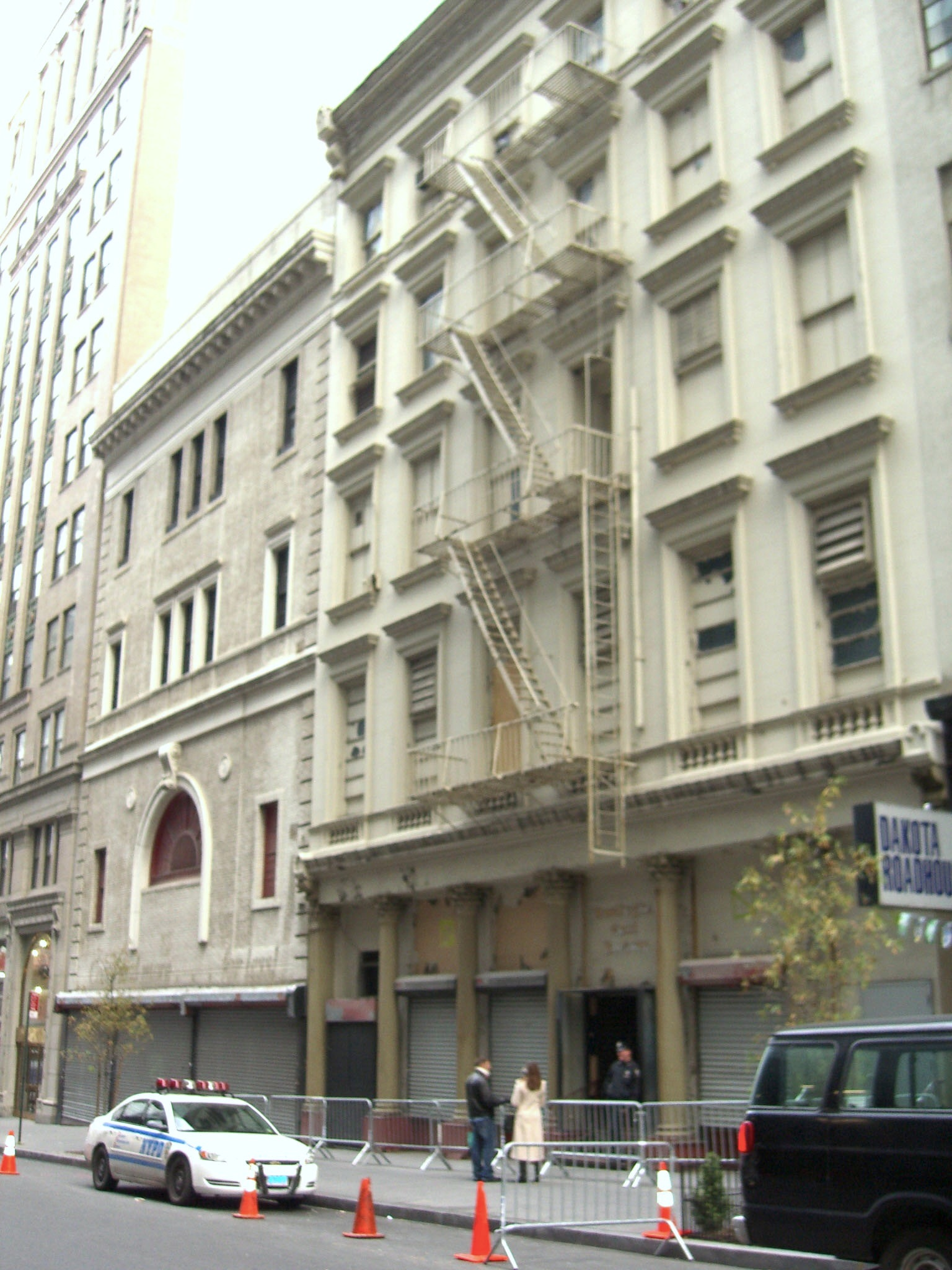
Die Gebäude an der Adresse 45-51 Park Place im Jahr 2010

49–51 Park Place (auch Park51, ursprünglich Cordoba House) war eine Adresse im New Yorker Stadtteil Tribeca in Lower Manhattan in der Park Place zwischen West Broadway und Church Street. Sie befand sich zwei Häuserblocks nördlich des World Trade Centers und rund hundert Meter westlich vom Wolkenkratzer 30 Park Place. Die Gebäude an dieser Adresse wurden 2016 abgerissen.

## Beschreibung
Das Cordoba House aus den 1850er Jahren beherbergte bis zu den Terroranschlägen am 11. September 2001 im Parterre einen Ausstellungsraum der Burlington Coat Factory. Während der Anschläge stürzte ein Fahrwerk der Boeing 767-200, Flug United-Airlines-Flug 175 durch das Dach und zerstörte die oberen zwei Etagen. Das Gebäude stand danach einige Zeit halb zerstört leer. Im September 2011 wurde hier ein temporärer islamischer Gebetsraum eingerichtet. Im Sommer 2014 plante man am 49–51 Park Place ein dreistöckiges Museum mit einem Gebetsraum sowie Eigentumswohnungen. Dessen Pläne wurden im September 2015 wieder fallengelassen und stattdessen der 203 m hohe Wolkenkratzer mit dem offiziellen Namen 45 Park Place errichtet. Der Bau des Wohnturms begann 2017 und er wurde 2019 nach dem Erreichen seiner Endhöhe fast fertiggestellt. Seit Ende 2019 besteht hier ein Baustopp. Daneben an der Adresse 51 Park Place war ein 22 m hohes islamischen Kulturzentrum vorgesehen. Dieser Bau wird nicht weiter verfolgt, dafür soll hier ein öffentlicher parkähnlicher Platz entstehen.
Ursprünglich geplant war ab 2010 der Wieder- und Neuaufbau eines 13-stöckigen Begegnungszentrums mit Moschee (Ground Zero Mosque) namens Park51, deren Beginn für den zehnten Jahrestag der Anschläge auf das alte World Trade Center in Aussicht gestellt wurde. Vorgesehen waren bei dem 100 Millionen Dollar Projekt neben der Moschee ein Auditorium mit 500 Plätzen, ein Schwimmbad, ein Restaurant, ein Buchladen, ein Food-Court und vieles mehr. Präsident Barack Obama äußerte sich Mitte August 2010 mehrfach zustimmend zu der Entscheidung der zuständigen örtlichen New Yorker Behörden zur Baugenehmigung. Der Umzug der Moschee innerhalb von Tribeca wegen Überfüllung an die neue Adresse so nah am World Trade Center war jedoch in der amerikanischen und New Yorker Bevölkerung sehr umstritten und von Protesten begleitet. Die New Yorker Muslime teilen sich in der Stadt bislang etwa einhundert Moscheen.